# Robert Jaugstetter
Robert Jaugstetter, né le 15 juin 1948 à Savannah (Géorgie), est un rameur d'aviron américain. 

## Carrière
Robert Jaugstetter participe aux Jeux olympiques de 1984 à Los Angeles et remporte la médaille d'argent avec le huit américain composé de Chip Lubsen, Andrew Sudduth, John Terwilliger, Thomas Darling, Fred Borchelt, Charles Clapp III, Bruce Ibbetson et Christopher Penny.